# 4881 Robmackintosh
4881 Robmackintosh eller 1975 XJ är en asteroid i huvudbältet som upptäcktes den 1 december 1975 av den chilenske astronomen Carlos R. Torres på Cerro El Roble. Den har fått sitt namn efter Roberto Mackintosh.
Asteroiden har en diameter på ungefär 3 kilometer.